# Volturara Appula
Volturara Appula este o comună din provincia Foggia, regiunea Puglia, Italia, cu o populație de 378 locuitori (1 ianuarie 2023) și o suprafață de 52 km².

## Demografie
Volturara Appula - evoluția demografică

|  | Graficele sunt indisponibile din cauza unor probleme tehnice. Mai multe informații se găsesc la Phabricator și la wiki-ul MediaWiki. |

Date: Recensăminte sau birourile de statistică - grafică realizată de Wikipedia

## Personalități născute aici
- Giuseppe Conte (n. 1964), fost premier al Italiei.